# Vachirawit Chiva-aree
Vachirawit Chivaaree (tiếng Thái: วชิรวิชญ์ ชีวอารี; hay còn gọi là Bright (tiếng Thái: ไบร์ท), sinh ngày 27 tháng 12 năm 1997) là một diễn viên, ca sĩ, MC, người mẫu người Thái Lan lai Mỹ và Trung. Anh nổi tiếng sau khi diễn vai Sarawat trong 2gether: The Series và F4 Thailand: Boys Over Flowers, chuyển thể từ bộ truyện tranh Nhật Bản đình đám Boys Over Flowers. Anh đảm nhận vai Thyme (Dōmyōji Tsukasa), vai chính và là người đứng đầu hội F4.

## Đầu đời và học vấn
Bright sinh ngày 27 tháng 12 năm 1997 tại Nakhon Pathom, Thái Lan với tên Kunlatorn Chivaaree có bố là người Thái lai Mỹ và mẹ là người Thái lai Trung. Khi còn nhỏ, bố mẹ anh ly hôn nên anh đã sống với họ hàng bên ngoại tại Thái Lan và lớn lên với anh em họ. Anh xuất thân từ gia đình nhạc sĩ với chú anh hiện đang sở hữu một trường dạy nhạc. Năm 10 tuổi, Bright bắt đầu học một số loại nhạc cụ, bao gồm guitar, bass và trống.
Anh đã tốt nghiệp chương trình giáo dục trung học cơ sở tại Trường Suankularn Witayalai và chương trình giáo dục trung học phổ thông tại trường Triam Udom Suksa. Ban đầu, anh theo học Chương trình tiếng Anh Kỹ thuật Thammasat (TEPE) tại khoa Khoa học, Đại học Thammasat nhưng rồi lại đổi sang thi bằng cử nhân ngành Marketing (chương trình quốc tế) tại Đại học Bangkok.

## Đời tư
Bright đã cho ra mắt cửa hàng kinh doanh đầu tiên của mình với tên hiệu "Astro" vào cuối tháng 5 năm 2020. Số tiền thu được sẽ được anh chuyển đến Quỹ Seub Nakhasathien để hỗ trợ các hoạt động bảo tồn động vât hoang dã và rừng ở Thái Lan. Hiện nay anh đang hẹn hò với ca sĩ Nene .

## Điện ảnh

### Phim điện ảnh
| Năm  | Tên phim           | Vai     | Ghi chú   | Chú thích     |
| ---- | ------------------ | ------- | --------- | ------------- |
| 2016 | Love Say Hey       | Tae     | Vai chính | [ 17 ] [ 18 ] |
| 2021 | 2gether: The Movie | Sarawat | Vai chính | [ 19 ]        |
| 2024 | Love You to Debt   | Bo      | Vai chính | [ 20 ]        |

### Phim truyền hình, TV Show
| Năm  | Tên phim/show                               | Vai                        | Bạn Diễn                                               | Ghi chú    | Chú thích     |
| ---- | ------------------------------------------- | -------------------------- | ------------------------------------------------------ | ---------- | ------------- |
| 2013 | Strawberry Krubcake                         |                            |                                                        | Host       | [ 21 ]        |
| 2013 | The Beginning                               | Bright                     |                                                        | Vai chính  | [ 22 ]        |
| 2014 | Karma                                       | Tao                        |                                                        | Khách mời  | [ 23 ]        |
| 2018 | I Sea U                                     | Peter                      |                                                        | Vai chính  | [ 24 ]        |
| 2018 | Love Songs Love Series: Rao Lae Nai         | Bright                     |                                                        | Vai chính  | [ 25 ]        |
| 2018 | Roop Thong                                  | Ekkarat                    |                                                        | Khách mời  | [ 26 ]        |
| 2018 | Social Death Vote                           | Day                        |                                                        | Vai chính  | [ 27 ]        |
| 2018 | Love Songs Love Series: Ja Ruk Reu Ja Rai   | Ter                        |                                                        | Vai chính  | [ 28 ]        |
| 2018 | Love Songs Love Series: Gor Koey Sunya      | Ken                        |                                                        | Vai phụ    | [ 29 ]        |
| 2018 | Yuttakarn Prab Nang Marn                    | Tuanote                    |                                                        | Khách mời  | [ 30 ]        |
| 2019 | Toe Laew (Season 1)                         |                            |                                                        | Host       | [ 31 ]        |
| 2019 | Korn Aroon Ja Roong                         | Anotai                     |                                                        | Vai phụ    | [ 32 ]        |
| 2019 | My Ambulance                                | Peng (trẻ)                 |                                                        | Khách mời  | [ 33 ]        |
| 2019 | Neha Mia Navy                               | Pon Tahad Brit             |                                                        | Vai phụ    | [ 34 ]        |
| 2020 | 2gether: The Series                         | Sarawat                    | Win Metawin Opas-iamkajorn                             | vai chính  | [ 35 ]        |
| 2020 | Play2gether                                 |                            |                                                        | Host       | [ 36 ]        |
| 2020 | Bright - Win Inbox                          |                            |                                                        | Host       | [ 37 ]        |
| 2020 | Still 2gether                               | Sarawat                    | Win                                                    | Vai chính  | [ 38 ]        |
| 2020 | Toelaew (Season 2)                          |                            |                                                        | Host       | [ 39 ]        |
| 2021 | In Time With You: Thueng Ham Jai Kor Ja Rak | Nick                       | Mo Monchanok Saengchaipiangpen, Pae Arak Amornsupasiri | Vai phụ    | [ 40 ]        |
| 2021 | F4 Thailand: Boys Over Flowers              | Thyme                      | Tu Tontawan Tantivejakul                               | Vai chính  | [ 4 ]         |
| 2022 | Astrophile                                  | Kimhan                     | Mai Davika Hoorne                                      | Vai chính  | [ 41 ]        |
| 2022 | Good Old Days                               | Thanis Weerasakwong (Tong) | Thanaerng Kanyawee Songmuang                           | Vai chính  | [ 42 ] [ 43 ] |
| 2023 | Midnight Museum: EP.3                       | Moth                       |                                                        | Guest Role | [ 44 ] [ 45 ] |

### Variety shows
| Year | Title                                                         | Channel                 | Notes       | Ref.   |
| ---- | ------------------------------------------------------------- | ----------------------- | ----------- | ------ |
| 2013 | Strawberry Krubcake                                           | Channel 3 (Thailand)    | Main Host   | [ 46 ] |
| 2019 | Toe Laew S1: Ep.135 Onwards                                   | GMM25                   | Main Host   | [ 47 ] |
| 2021 | Play 2gether                                                  | GMMTV                   | Main Host   | [ 48 ] |
| 2021 | Bright - Win Inbox                                            | GMMTV                   | Main Host   | [ 49 ] |
| 2021 | The Ruanguru: Indonesian Show                                 | Ruangguru Bimbel Online | Guest       | [ 50 ] |
| 2021 | Toe Laew S2                                                   | GMMTV                   | Main Host   | [ 51 ] |
| 2021 | CP Sausage No.1 Live Show: Kunpimook Bhuwakul BamBam x Bright | CP Brand                | Participant | [ 52 ] |
| 2022 | The Wall Song: Ep.77                                          | Workpoint Official      | Participant | [ 53 ] |
| 2022 | Isuzu Max Challenge                                           | GMMTV                   | Main Host   | [ 54 ] |
| 2022 | The Wall Song: Ep.107                                         | Workpoint Official      | Participant | [ 55 ] |
| 2023 | Ploy and Bell: Ep.23                                          | Official Site           | Guest       | [ 56 ] |
| 2023 | Sound Check: Ep.21                                            | One 31 Official         | Guest       | [ 57 ] |
| 2023 | The Wall Song: Ep.138                                         | Workpoint Official      | Participant | [ 58 ] |

## Music Tác phẩm

### Singles
| Year | Song Title                                   | Label         | Ref.   |
| ---- | -------------------------------------------- | ------------- | ------ |
| 2021 | "Unmovable" (Move ไปไหน)                     | GMMTV Records | [ 59 ] |
| 2022 | "Lost and Found"                             | GMMTV Records | [ 60 ] |
| 2023 | "My Ecstasy" ft. D. Gerrard                  | RISER Music   | [ 61 ] |
| 2023 | "Saturday Night" (มาดูแมวดำน้ำทำกับข้าวบ้านเรามั้ย) | RISER Music   | [ 62 ] |
| 2023 | "I Think of You"                             | RISER Music   | [ 63 ] |

### Other songs
| Năm  | Tên bài hát                                                                      | Phân phối                 | Chú thích |
| ---- | -------------------------------------------------------------------------------- | ------------------------- | --------- |
| 2020 | คั่นกู (Kan Goo)                                                                    | GMM Grammy                | [ 64 ]    |
| 2020 | ตกลงฉันคิดไปเองใช่ไหม (Tok Long Chan Khit Pai Eng Chai Mai)                         | GMM Grammy                | [ 65 ]    |
| 2020 | Thank You To My Silent Heroes cùng với Metawin Opas-iamkajorn & Ada Chunhavajira | Special Olympics Thailand | [ 66 ]    |
| 2020 | With A Smile Bản gốc do Eraserheads thể hiện                                     | Star Music                | [ 67 ]    |
| 2020 | ยังคู่กัน (Yang Khu Kan) - cùng với Metawin Opas-iamkajorn                           | GMM Grammy                | [ 68 ]    |
| 2021 | Sad Movie cùng với Nattawut Srimhok (F.HERO)                                     | High Cloud Entertainment  | [ 69 ]    |

### Music festivals and concerts
| Year | Title                             | Notes                                                                | Ref.   |
| ---- | --------------------------------- | -------------------------------------------------------------------- | ------ |
| 2022 | Octopop Fest                      | Various artists                                                      | [ 70 ] |
| 2022 | Cat Expo Event                    | Various artists                                                      | [ 71 ] |
| 2022 | Love Out Loud Fest                | Various artists                                                      | [ 72 ] |
| 2022 | Shooting Star Concert             | F4 Thailand Casts                                                    | [ 73 ] |
| 2022 | Pepsi Big Mountain Music Festival | Bright Vachirawit, Nanon Korapat Kirdpan, F. Hero and other artists. | [ 74 ] |
| 2022 | Side By Side Concert              | Bright Vachirawit, Metawin and other artists                         | [ 75 ] |
| 2023 | Get Rising To Riser Concert       | Riser Music artists and bands                                        | [ 76 ] |
| 2023 | Rolling Loud Music Festival       | F. Hero feat. Bright Vachirawit and various artists                  | [ 77 ] |
| 2023 | NangLay Music Festival            | Bright Vachirawit and Nanon Korapat Kirdpan                          | [ 78 ] |
| 2023 | FungThon Fest                     | Bright and other artists                                             | [ 79 ] |
| 2023 | Matcha Angelogy Stage             | Bright Vachirawit and Matcha Mosimann                                | [ 80 ] |
| 2023 | Side By Side Asia Tour            | Bright Vachirawit, Metawin and other artists                         | [ 81 ] |

### OST
| Year | Song Title                                                          | Series              | Label         | Ref.   |
| ---- | ------------------------------------------------------------------- | ------------------- | ------------- | ------ |
| 2020 | "Kan Goo" (คั่นกู)                                                     | 2gether: The series | GMMTV Records | [ 82 ] |
| 2020 | "Mistaken" Tok Long Chan Kid Pai Aeng Chai Mai (ตกลงฉันคิดไปเองใช่ไหม) | 2gether: The series | GMMTV Records | [ 83 ] |
| 2020 | "Yang Koo Gun" (ยังคู่กัน)                                              | Still 2gether       | GMMTV Records | [ 84 ] |
| 2021 | "One Hug" Kod Tee (กอดที)                                            | 2gether: The movie  | GMMTV Records | [ 85 ] |
| 2021 | "Who Am I"                                                          | F4 Thailand         | GMMTV Records | [ 86 ] |
| 2021 | "Shooting Star"                                                     | F4 Thailand         | GMMTV Records | [ 87 ] |
| 2022 | "Nighttime"                                                         | F4 Thailand         | GMMTV Records | [ 88 ] |
| 2022 | "Good Time" (ระหว่างทาง) with Kanyawee Songmuang                     | Good Old Days       | GMMTV Records | [ 89 ] |

### Music videos
| Năm  | Tên bài hát                                             | Thể hiện                                                   | Vai       | Ghi chú                                   | Chú thích |
| ---- | ------------------------------------------------------- | ---------------------------------------------------------- | --------- | ----------------------------------------- | --------- |
| 2013 | กอดไม่ได้ (Kot Mai Dai)                                   | Bedroom Audio                                              | Nam chính |                                           | [ 90 ]    |
| 2018 | ปีศาจ (Pi Sat)                                           | Natthawut Jenmana (Max)                                    | Day       | Nhạc phim Social Death Vote               | [ 91 ]    |
| 2018 | เอามั้ย (Ao Mai)                                          | Numchok Tanud-rum (Singto) Popetorn Soonthornyanakij (Two) |           |                                           | [ 92 ]    |
| 2018 | ร้องไห้คนเดียว (Raung Hai Kon Diow)                        | Muzu                                                       |           |                                           | [ 93 ]    |
| 2019 | คนเดิม (Kon Derm)                                        | Napassorn Phuthornjai (New)                                |           |                                           | [ 94 ]    |
| 2019 | Your Story                                              | PAAM                                                       |           |                                           | [ 95 ]    |
| 2020 | ติดกับ (Tit Gub)                                          | Natthawut Jenmana (Max)                                    | Sarawat   | Nhạc phim 2gether: The Series             | [ 96 ]    |
| 2020 | คั่นกู (Kan Goo)                                           | Vachirawit Chiva-aree (Bright)                             | Sarawat   | Nhạc phim 2gether: The Series             | [ 64 ]    |
| 2020 | ตกลงฉันคิดไปเองใช่ไหม (Tok Long Chan Kid Pai Eng Chai Mai) | Vachirawit Chiva-aree (Bright)                             | Sarawat   | Nhạc phim 2gether: The Series             | [ 65 ]    |
| 2020 | Thank You To My Silent Heroes                           | Ada Chunhavajira Vachirawit Chiva-aree (Bright)            |           | Special Olympics Thailand                 | [ 66 ]    |
| 2020 | ตามตะวัน (Tam Ta Wan)                                    | NUM Kala (ณพสิน แสงสุวรรณ) Add Carabao (ยืนยง โอภากุล)         | Nont      |                                           | [ 97 ]    |
| 2020 | With A Smile                                            | Vachirawit Chiva-aree (Bright)                             | Sarawat   | Nhạc phim Still 2gether (bản Phillipines) |           |
| 2020 | ยังคู่กัน (Yang Khu Kan)                                    | Vachirawit Chiva-aree (Bright)                             | Sarawat   | Nhạc phim Still 2gether                   | [ 68 ]    |
| 2020 | คนนั้นต้องเป็นเธอ (Kon Nan Taung Pen Tur)                   | Metawin Opas-iamkajorn (Win)                               | Sarawat   | Nhạc phim Still 2gether                   | [ 98 ]    |
| 2021 | Sad Movie                                               | Nattawut Srimhok (F.HERO) Vachirawit Chiva-aree (Bright)   |           |                                           | [ 99 ]    |
| 2021 | Ten Years Later                                         | Metawin Opas-iamkajorn (Win)                               | Sarawat   | Nhạc phim 2gether: The Movie              | [ 100 ]   |

## Giải thưởng và đề cử
| Năm  | Giải thưởng                              | Hạng mục                                                          | Tác phẩm được đề cử                           | Kết quả      | Chú thích               |
| ---- | ---------------------------------------- | ----------------------------------------------------------------- | --------------------------------------------- | ------------ | ----------------------- |
| 2020 | Maya Awards                              | Best Couple                                                       | 2gether (Thai TV series)\|2gether: The Series | Đề cử        | [ 101 ]                 |
| 2020 | Kazz Awards                              | Kazz Magazine's Favorite                                          | 2gether (Thai TV series)\|2gether: The Series | Đoạt giải    | [ 102 ]                 |
| 2020 | Line Thailand People's Choice Awards     | Best Couple                                                       | 2gether (Thai TV series)\|2gether: The Series | Đoạt giải    | [ 103 ]                 |
| 2020 | Thairath Best of 2020                    | Best Couple                                                       | 2gether (Thai TV series)\|2gether: The Series | Đoạt giải    |                         |
| 2021 | Fever Awards 2020                        | Best Drama-Series Song Fever Award                                | "Kan Goo" (คั่นกู)                               | Đoạt giải    | [ 104 ]                 |
| 2021 | Thailand Zocial Awards 2021              | Person of The Year - Couple of The Year                           | 2gether: The Series                           | Đoạt giải    | [ 105 ]                 |
| 2021 | Sanook Awards 2020                       | Best Couple                                                       | 2gether: The Series                           | Đoạt giải    |                         |
| 2021 | Sanook Awards 2020                       | Thai Song Of The Year                                             | "Yang Khu Kan" (ยังคู่กัน)                        | Đoạt giải    | [ 106 ]                 |
| 2021 | JOOX Thailand Music Awards 2021          | Song of The Year                                                  | "Kan Goo" (คั่นกู)                               | Đề cử        | [ 107 ]                 |
| 2021 | JOOX Thailand Music Awards 2021          | New Artist of The Year                                            |                                               | Đề cử        | [ 107 ]                 |
| 2021 | JOOX Thailand Music Awards 2021          | Top Social Artist of The Year                                     |                                               | Đề cử        | [ 107 ]                 |
| 2021 | Line TV Awards 2021                      | LINETV Best Thai Song                                             | "Kan Goo (คั่นกู)"                               | Đề cử        | [ 108 ]                 |
| 2021 | Line TV Awards 2021                      | LINETV Best Kiss Scene                                            | 2gether: The Series                           | Đề cử        | [ 108 ]                 |
| 2021 | 12th Nataraja Awards                     | Best Drama Song Award                                             | "Kan Goo" (คั่นกู)                               | Đoạt giải    | [ 109 ]                 |
| 2021 | 12th Nataraja Awards                     | Best Cast Ensemble                                                | 2gether: The Series                           | Đề cử        | [ 110 ]                 |
| 2021 | Kazz Awards 2021                         | Attractive Young Man Of The Year                                  | Still 2gether                                 | Đoạt giải    | [ 111 ]                 |
| 2021 | Kazz Awards 2021                         | Imaginary Couple of the Year                                      | Still 2gether                                 | Đoạt giải    | [ 111 ]                 |
| 2021 | Kazz Awards 2021                         | Best Actor                                                        | Still 2gether                                 | Đoạt giải    | [ 111 ]                 |
| 2021 | Kazz Awards 2021                         | Best Scene                                                        | Still 2gether                                 | Đoạt giải    | [ 111 ]                 |
| 2021 | Asia Artist Awards 2021                  | Asia Celebrity Award for Actor                                    |                                               | Đoạt giải    | [ 112 ]                 |
| 2021 | True ID Music Awards 2021                | Best Singer of the Year                                           |                                               | Đề cử        | [ 113 ]                 |
| 2021 | T-POP Stage Awards                       | Music of the week                                                 | "Sad Movie" with Nattawut Srimhok             | Đoạt giải    | [ 114 ]                 |
| 2021 | Maya Awards 2021                         | Charming Boy                                                      |                                               | Đề cử        |                         |
| 2021 | Maya Awards 2021                         | Best Couple                                                       |                                               | Đề cử        |                         |
| 2021 | Maya Awards 2021                         | Popular Drama Soundtrack                                          | "Yang Khu Kan" (ยังคู่กัน) Still 2gether          | Đề cử        |                         |
| 2021 | Maya Awards 2021                         | Male Rising Star                                                  |                                               | Đề cử        |                         |
| 2021 | Thairath Best of 2021                    | Couple of the Year                                                | Still 2gether                                 | Đoạt giải    | [ 115 ]                 |
| 2021 | Central BL Awards 2021: Mexico           | Best Couple                                                       | 2gether: The Series                           | Đoạt giải    | [ 116 ]                 |
| 2021 | Central BL Awards 2021: Mexico           | Mister BL                                                         | 2gether: The Series                           | Đoạt giải    | [ 116 ]                 |
| 2021 | Central BL Awards 2021: Mexico           | Best Seme/ Actor                                                  | 2gether: The Series                           | Đoạt giải    | [ 116 ]                 |
| 2021 | Thailand Actors Award 2021: Japan        | Best Couple                                                       | 2gether: The Movie                            | Đoạt giải    | [ 117 ]                 |
| 2021 | Thailand Actors Award 2021: Japan        | Best Actor                                                        | 2gether: The Movie                            | Đoạt giải    | [ 117 ]                 |
| 2021 | T-POP of the Year Awards 2021            | Best Rookie                                                       | "Unmovable" (Move ไปไหน)                      | Đề cử        | [ 118 ]                 |
| 2022 | JOOX Thailand Music Awards 2022          | Top Social Thai Artist of the year                                |                                               | Đề cử        | [ 119 ]                 |
| 2022 | JOOX Thailand Music Awards 2022          | Collaboration Song of the Year                                    | "Sad Movie" with Nattawut Srimhok             | Đề cử        | [ 120 ]                 |
| 2022 | Thailand Zocial Award 2022               | Best Entertainment Performance on Social Media: Actor Category    | F4 Thailand Astrophile                        | Đoạt giải    | [ 121 ]                 |
| 2022 | Maya Entertain Awards                    | Charming Boy                                                      | F4 Thailand                                   | Đề cử        | [ 122 ]                 |
| 2022 | Maya Entertain Awards                    | Best Couple                                                       | F4 Thailand                                   | Đề cử        | [ 122 ]                 |
| 2022 | Maya Entertain Awards                    | Popular Male Star                                                 | F4 Thailand                                   | Đề cử        | [ 122 ]                 |
| 2022 | SiamRath Online Award 2022               | Popular Male Star                                                 | F4 Thailand                                   | Đoạt giải    | [ 123 ]                 |
| 2022 | Kazz Awards 2022                         | Popular Male Teenager                                             | F4 Thailand                                   | Đoạt giải    | [ 124 ]                 |
| 2022 | Kazz Awards 2022                         | Best Scene (shared with Tontawan Tantivejakul)                    | F4 Thailand                                   | Đề cử        |                         |
| 2022 | The 3rd Mani Mekhala Awards (2022)       | ดาราชายมหานิยมมหาชน (The Most Public Popular Male Celebrity Award) | F4 Thailand                                   | Đoạt giải    | [ 125 ]                 |
| 2022 | The 3rd Mani Mekhala Awards (2022)       | ซุปเปอร์สตาร์เจ้าเสน่ห์ (Charismatic Superstar Award)                   | F4 Thailand                                   | Đoạt giải    | [ 125 ]                 |
| 2022 | Content Asia Awards                      | Best Original Song: For Movie or An Asian TV Program              | "Night Time" Ost. F4 Thailand                 | Đề cử        | [ 126 ]                 |
| 2022 | Content Asia Awards                      | Best Original Song: For Movie or An Asian TV Program              | "One Hug" Ost. 2gether: The Movie             | Đề cử        | [ 126 ]                 |
| 2022 | Content Asia Awards                      | Best Original Song: For Movie or An Asian TV Program              | "Who Am I" Ost. F4 Thailand                   | Đề cử        | [ 126 ]                 |
| 2022 | The 27th Asian Television Awards (ATA)   | Best Theme Song                                                   | "Who Am I" Ost. F4 Thailand                   | Đề cử        | [ 127 ]                 |
| 2022 | Asian Academy Creative Awards (AAA) 2022 | Best Theme Song or Title Theme: National Winners                  | "Who Am I" (Ost. F4 Thailand)                 | Đoạt giải    | [ 128 ]                 |
| 2022 | Asian Academy Creative Awards (AAA) 2022 | Best Theme Song or Title Theme: Grand Final Winners               | "Who Am I" (Ost. F4 Thailand)                 | Đoạt giải    | [ 129 ]                 |
| 2022 | GQ Men of the Year Awards 2022: MOTY     | Actor of the Year                                                 | F4 Thailand                                   | Đoạt giải    | [ 130 ]                 |
| 2023 | Sanook Awards 2022                       | Actor of the Year                                                 | F4 Thailand Astrophile                        | Đề cử        |                         |
| 2023 | Daradaily Awards 2022                    | Star of the Year                                                  |                                               | Đoạt giải    | [ 131 ]                 |
| 2023 | Komchadluek Awards 2022                  | Most Popular Actor                                                | Astrophile                                    | Đoạt giải    | [ 132 ]                 |
| 2023 | Guitar Mag Awards 2023                   | Star Single Hit of the Year                                       | "Lost & Found"                                | Đề cử        | [ 133 ]                 |
| 2023 | KAZZ Awards 2023                         | Men's Superstar Award                                             | Astrophile                                    | Đoạt giải    | [ 134 ]                 |
| 2023 | KAZZ Awards 2023                         | Best Actor Award                                                  | Astrophile                                    | Đề cử        | [ 134 ]                 |
| 2023 | Maya TV Awards 2023                      | Best Male Star of the Year                                        | Astrophile                                    | Chưa công bố | [ 135 ]                 |
| 2023 | Maya TV Awards 2023                      | Charming Young Man of the Year                                    | Astrophile                                    | Chưa công bố | [ 135 ]                 |
| 2023 | Maya TV Awards 2023                      | String Artist of the Year                                         | "Lost & Found"                                | Chưa công bố | [ 135 ]                 |
| 2023 | Thai Update 2023                         | Certificate of Appreciation: Most Popular Thai Actor              |                                               | Đoạt giải    | [ 136 ]                 |
| 2023 | Nine Entertainment Award 2023            | Special Award: Most Engagement on Instagram                       |                                               | Đoạt giải    | [ 137 ]                 |
| 2023 | Seoul International Drama Awards         | Outstanding Asian Star                                            | Astrophile                                    | Đề cử        | [ 138 ]                 |
| 2023 | HOWE Awards 2023                         | Popular Vote                                                      |                                               | Đề cử        | [ 139 ]                 |
| 2023 | 14th Nataraja Awards                     | Best Cast Ensemble                                                | F4 Thailand                                   | Đề cử        | [ 140 ]                 |
| 2023 | MTV EMA Paris 2023                       | Best Asian Act                                                    |                                               | Đề cử        | [ 141 ] [ 142 ] [ 143 ] |
| 2023 | MTV Video Music Awards Japan 2023        | Best Asian Celebrity                                              |                                               | Đoạt giải    | [ 144 ] [ 145 ] [ 146 ] |
| 2023 | GQ Men of the Year Awards 2023           | Thailand's Global Star                                            |                                               | Đoạt giải    | [ 147 ]                 |
| 2023 | 33rd Seoul Music Awards                  | Popular Thai Star Award                                           |                                               | Đề cử        |                         |
| 2023 | Tatler Ball Awards 2023                  | The Golden Cane Awardee                                           |                                               | Đoạt giải    | [ 148 ] [ 149 ] [ 150 ] |
| 2023 | GQ Japan: Men of the Year Awards 2023    | Best Asian Entertainer                                            |                                               | Đoạt giải    | [ 151 ] [ 152 ]         |
| 2023 | Central World Music Community Award 2023 | Artist Of The Year                                                |                                               | Đề cử        |                         |